# 柯尼卡美能達DiMAGE系列

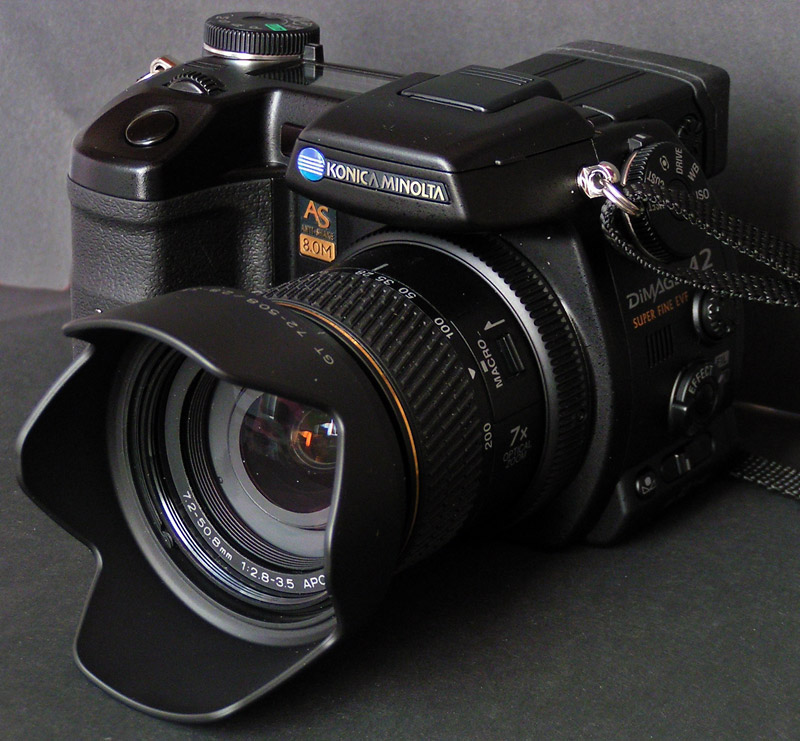
Konica Minolta Dimage A2

柯尼卡美能达DiMAGE是柯尼卡美能达公司旗下的小型数码相机系列、胶片扫描仪与相应软件品牌。
DiMAGE品牌原属美能达，自1996年美能达推出第一款数码相机「DiMAGE V」起，美能达的小型数码相机便使用DiMAGE标识。直到2003年8月，美能达与在胶卷与感光技术方面闻名的柯尼卡合并，DiMAGE品牌也成为新公司柯尼卡美能达所生产的小型数码相机的牌子。
2006年1月19日，柯尼卡美能达正式宣布退出照相机及摄影事业，DiMAGE品牌数码相机寿终正寝，市面上的DiMAGE相机技术与维修移交给索尼。

## 产品
Dimage品牌被用在数码相机、扫描仪和软件三类产品。

### 数码相机
紧凑型数码相机
- 美能达Dimage V（1996）
- 美能达Dimage EX 1500 Zoom / Dimage EX 1500 Wide (1998)其实是同一台机器，因为采用模块化设计，配置不同模块时便可以有不同用途
- 美能达Dimage 2300（2000）
- 美能达Dimage 2330（2000）
- 美能达Dimage E201（2001）
- 美能达Dimage S304（2001）
- 美能达Dimage E203（2001）
- 美能达Dimage S404（2002）
- 美能达Dimage X (2002)
- 美能达Dimage F100（2002）
- 美能达Dimage F200（2002）
- 美能达Dimage Xi (2002)
- 美能达Dimage F300（2003）
- 美能达Dimage Xt (2003)
- 美能达Dimage S414（2003）
- 美能达Dimage X20（2003）
- 美能达Dimage G500（2003）此机型有同牌异名的柯尼卡KD-510Z
- 美能达Dimage G400（2003）此机型有同牌异名的柯尼卡KD-420Z
- 美能达Dimage E323（2003）

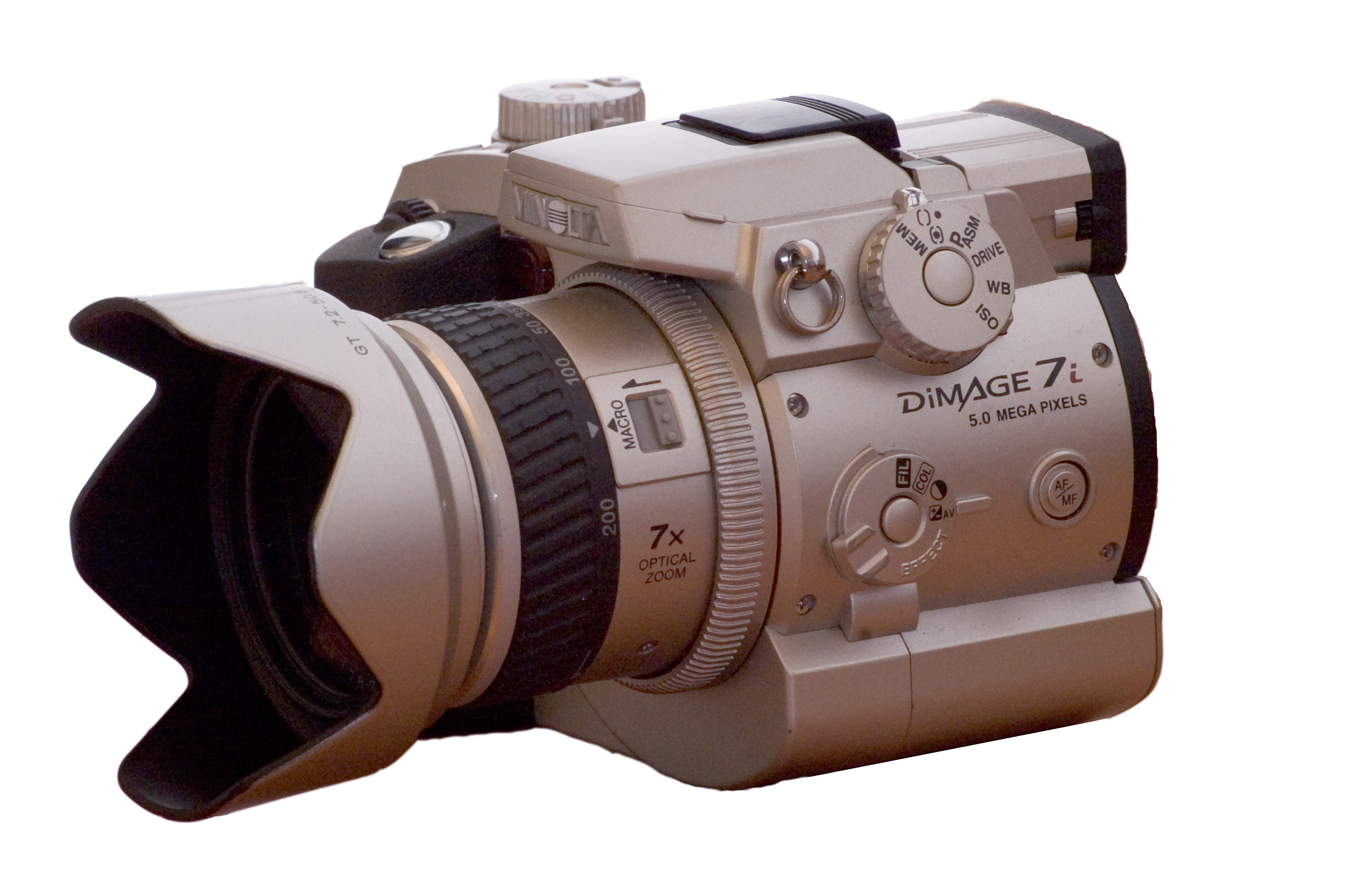
美能达DiMAGE 7i

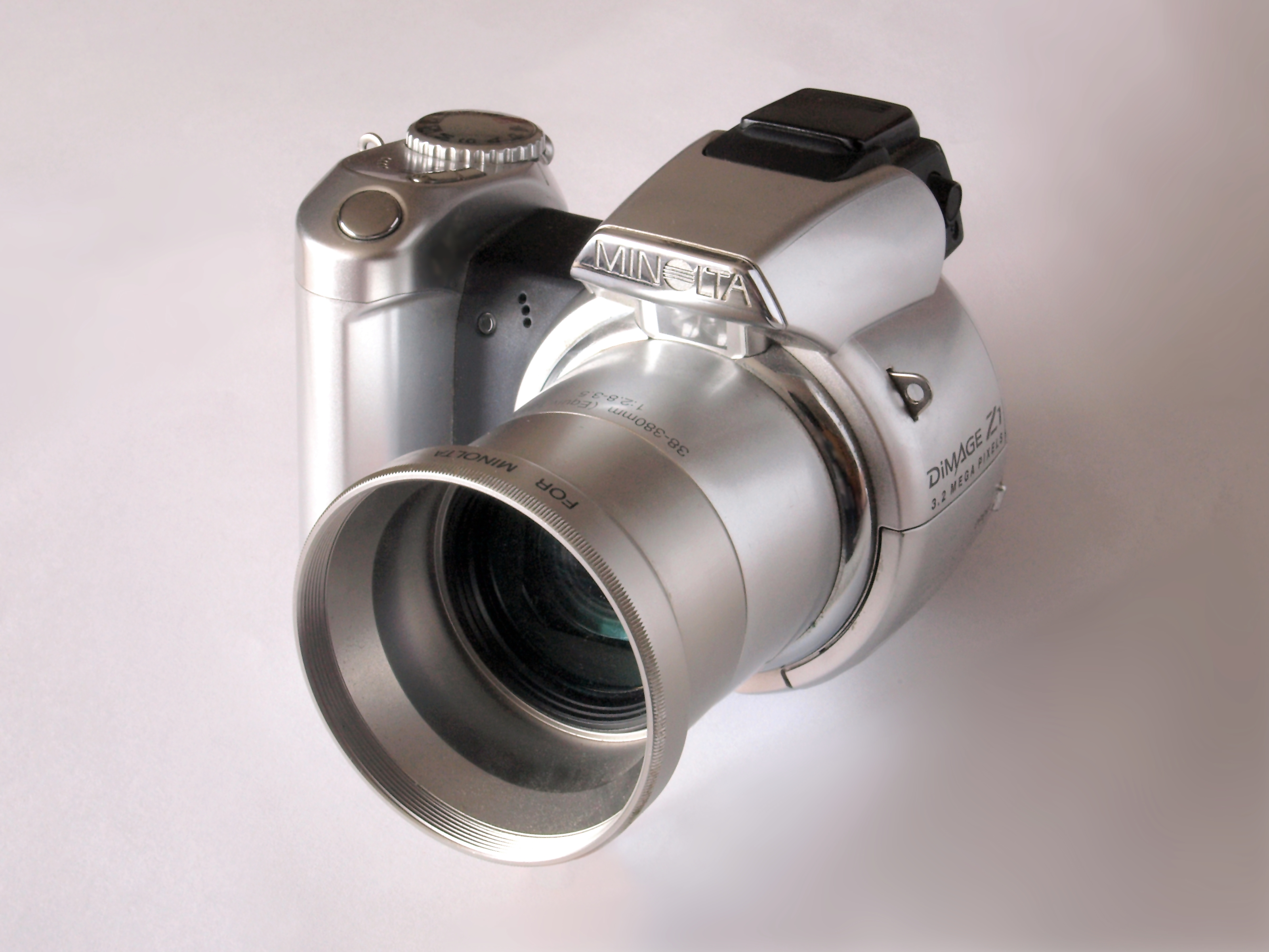
美能达Dimage Z1

- 柯尼卡美能达Dimage X21（2004）
- 柯尼卡美能达Dimage Xg (2004)
- 柯尼卡美能达Dimage G600（2004）
- 柯尼卡美能达Dimage X31（2004）
- 柯尼卡美能达Dimage X50（2004）
- 柯尼卡美能达Dimage G530（2004）
- 柯尼卡美能达Dimage E40（2005）
- 柯尼卡美能达Dimage E50（2005）
- 柯尼卡美能达Dimage X60（2005）
- 柯尼卡美能达Dimage X1（2005）

类单眼相机
- 美能达Dimage 5（2001）
- 美能达Dimage 7（2001）
- 美能达Dimage 7i（2002）
- 美能达Dimage 7Hi（2002）
- 美能达Dimage A1（2003）
- 柯尼卡美能达Dimage A2（2004）
- 柯尼卡美能达Dimage A200（2004）

高倍率变焦相机
- 美能达Dimage Z1（2003）
- 柯尼卡美能达Dimage Z2（2004）
- 柯尼卡美能达Dimage Z3（2004）
- 柯尼卡美能达Dimage Z10（2004）
- 柯尼卡美能达Dimage Z5（2005）
- 柯尼卡美能达Dimage Z6（2005）
- 柯尼卡美能达Dimage Z20（2005）

单反相机
- 美能达Dimage RD 3000（1999）APS-C幅面的数码单反，使用美能达V卡口，属于Vectis系统。

### 扫描仪
- 美能达Dimage Scan Dual
- 美能达Dimage Scan Dual II
- 柯尼卡美能达Dimage Scan Dual III
- 柯尼卡美能达Dimage Scan Dual IV